# 阿波罗尼乌斯
阿波罗尼乌斯公元前262年起出任托勒密二世及托勒密三世的埃及财政官达20年。其司书为考諾斯的澤農。他在法尤姆的腓拉德尔菲亚拥有大片地产，其商船在埃及与黎凡特从事商业活动。